# Zavodnje
Zavodnje je naselje v Občini Šoštanj, v Republiki Sloveniji. 
Zavodnje je rojstna vas kiparja Ivana Napotnika, v nekdanjem gostišču je tudi njegova Mala Napotnikova galerija. Vas ima svoje športno igrišče ter smučišče z vlečnico na sidra, nad smučiščem pa so ostanki nekdanjega gradu Žamberg.
V centru vasi je podružnica Osnovne šole Šoštanj, na obrobju pa stoji Cerkev sv. Petra, ki je bogato okrašena in poslikana.
Nekoliko nad vasjo stoji kulturno-etnografski spomenik, Kavčnikova domačija - dimnica, stara okoli 400 let. 